# Marta Moreira (arquiteta)

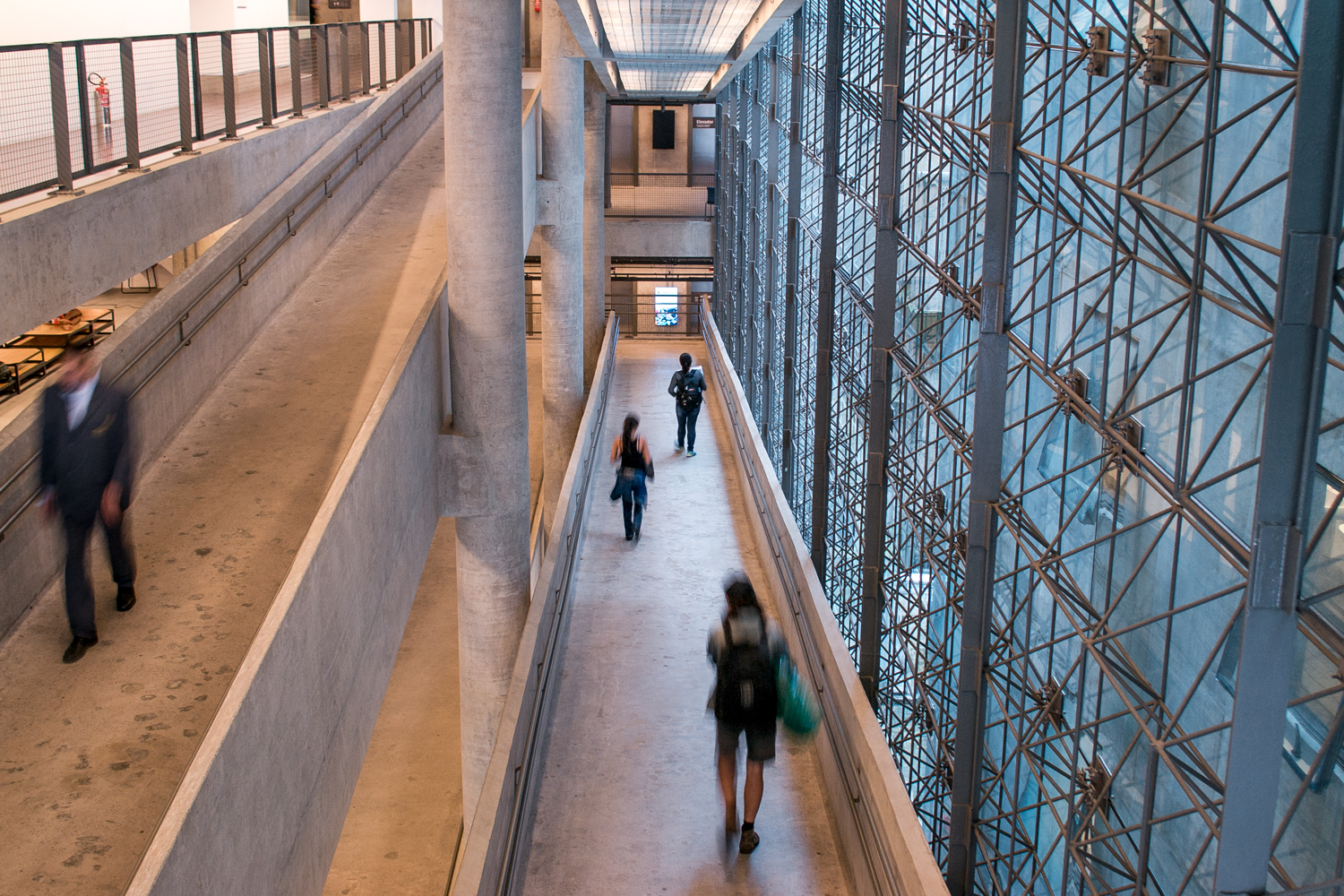
SESC 24 de Maio, uma das obras de maior destaque na carreira da arquiteta. Projeto de Paulo Mendes da Rocha em parceria com MMBB Arquitetos.

Marta Moreira (São Paulo, 2 de dezembro de 1962) é uma professora, arquiteta e urbanista brasileira, sócia-fundadora do escritório de arquitetura MMBB. Marta é considerada um dos principais nomes da nova geração de arquitetos de São Paulo, tendo sua obra indicada a diversos prêmios nacionais e internacionais.

## Biografia
Marta se formou arquiteta e urbanista no curso de graduação de Arquitetura oferecido pela Faculdade de Arquitetura e Urbanismo da Universidade de São Paulo (FAU) vinculada a Universidade de São Paulo (USP) em 1987.
No ano de 1991, juntamente com Fernando de Mello Franco e Milton Braga, também formados pela mesma faculdade, fundou o MMBB Arquitetos. Foram sócios também os arquitetos Vinicius Gorgati (de 1990 a 1992) e Angelo Bucci (de 1996 a 2002).

## Carreira
Em sua carreira como arquiteta, Marta colaborou em diversos projetos de destaque, como o conjunto habitacional do Jardim Edite, o SESC 24 de Maio (em parceria com o arquiteto Paulo Mendes da Rocha), e a revitalização do Centro Cultural e Recreativo do Clube Pinheiros.
Marta também atua como professora de projeto na Escola da Cidade (em São Paulo) desde 2001, onde também é vice-presidente da Associação de Ensino. Além disso, foi professora da Universidade Braz Cubas, em Mogi das Cruzes, entre 1992 e 1995, e, em 2013, professora visitante da Facultad de Arquitectura y Diseño de la Universidad Finis Terrae, em Santiago, Chile.

## Prêmios
- 1999: Estacionamento Trianon (MMBB Arquitetos) - 4ª Bienal Internacional de Arquitetura de São Paulo, categoria Projetos[8]
- 2013: Conjunto Habitacional do Jardim Edite (MMBB Arquitetos em parceria com H+F) - Prêmio APCA de Arquitetura subcategoria Urbanidade[9][10]
- 2019: SESC 24 de Maio (Paulo Mendes da Rocha em parceria com MMBB Arquitetos) - Prêmio ArchDaily Building of the Year, categoria Arquitetura Pública[11]